# Kojak Variety
| 전문가 평가                   | 전문가 평가 |
| 평가 점수                     | 평가 점수   |
| 출처                          | 점수        |
| ----------------------------- | ----------- |
| AllMusic                      | [ 1 ]       |
| Blender                       | [ 2 ]       |
| Chicago Tribune               | [ 3 ]       |
| Encyclopedia of Popular Music | [ 4 ]       |
| Entertainment Weekly          | B−          |
| The Guardian                  | [ 6 ]       |
| Los Angeles Times             | [ 7 ]       |
| Mojo                          | [ 8 ]       |
| Q                             | [ 9 ]       |
| Rolling Stone                 | [ 10 ]      |
| Uncut                         | [ 11 ]      |

《Kojak Variety》는 영국의 싱어송라이터 엘비스 코스텔로의 1995년 음반으로, 다른 사람들이 쓴 커버곡으로 구성되어 있다. 라이노 레코드는 2004년 보너스 디스크가 포함된 확장된 더블 CD를 재발행했다.

## 배경
코스텔로는 라이너 노트에서 이것은 "제가 가장 좋아하는 음악가들과 함께 공연한 제가 가장 좋아하는 노래들 중 일부의 음반"이었지만 너무 친숙한 노래들을 녹음하고 싶지는 않았다고 말했다. 코스텔로는 리치먼드의 포터 뮤직, 리버풀의 프로브, 캠던타운의 록 온, 그리고 많은 미국의 중고품 가게들과 전당포들을 검색하여 그가 이전에는 싱글이나 모음집으로만 알고 있었던 음반들을 발견했다. 코스텔로는 그가 "세계에서 가장 위대한 음반 수집 가게"라고 불렀던 캘리포니아주 밀밸리의 빌리지 뮤직에서 그의 최고의 발견을 했다고 말했다.

## 곡 목록
| #   | 제목                                | 작사·작곡                                   | 원곡자               | 재생 시간 |
| --- | ----------------------------------- | ------------------------------------------- | -------------------- | --------- |
| 1.  | 〈Strange〉                         | 스크리밍 제이 호킨스                        | 스크리밍 제이 호킨스 | 2:39      |
| 2.  | 〈Hidden Charms〉                   | 윌리 딕슨                                   | 윌리 딕슨            | 3:29      |
| 3.  | 〈Remove this Doubt〉               | 브라이언 홀랜드, 라몬트 도지어, 에디 홀랜드 | 슈프림스             | 3:52      |
| 4.  | 〈I Threw It All Away〉             | 밥 딜런                                     | 밥 딜런              | 3:23      |
| 5.  | 〈Leave My Kitten Alone〉           | 리틀 윌리 존, 티터스 터너                   | 리틀 윌리 존         | 3:10      |
| 6.  | 〈Everybody's Crying Mercy〉        | 모스 앨리슨                                 | 모스 앨리슨          | 4:05      |
| 7.  | 〈I've Been Wrong Before〉          | 랜디 뉴먼                                   | 실라 블랙            | 3:01      |
| 8.  | 〈Bama Lama Bama Loo〉              | 리틀 리처드                                 | 리틀 리처드          | 2:45      |
| 9.  | 〈Must You Throw Dirt in My Face〉  | 빌 앤더슨                                   | 루빈 브라더스        | 3:49      |
| 10. | 〈Pouring Water on a Drowning Man〉 | 드류 베이커, 다니 맥코믹                    | 제임스 카            | 3:39      |
| 11. | 〈The Very Thought of You〉         | 레이 노블                                   | 냇 킹 콜             | 3:42      |
| 12. | 〈Payday〉                          | 제시 윈체스터                               | 제시 윈체스터        | 2:57      |
| 13. | 〈Please Stay〉                     | 버트 배커랙, 밥 힐리어드                    | 드리프터스           | 4:49      |
| 14. | 〈Running Out of Fools〉            | 리처드 앨러트, 케이 로저스                  | 아레사 프랭클린      | 3:04      |
| 15. | 〈Days〉                            | 레이 데이비스                               | 킹크스               | 4:54      |